# Зайцева, Пелагея Фоминична
Пелагея Фоминична Зайцева (1905—1980) — советский передовик производства в сельском хозяйстве. Герой Социалистического Труда (1957).

## Биография
Родилась 10 ноября 1905 года в деревне Бобровка Мосальского уезда Смоленской губернии в крестьянской семье.
Работала дояркой в совхозе «Константиново» Подольского района Московской области. П. Ф. Зайцева зарекомендовала себя трудолюбивым и добросовестным работником. Овладела основами зоотехники, мастерством машинного доения коров, проявляя настойчивость, упорство и творчество в труде. Из года в год добивалась высоких показателей по увеличению продуктивности коров.
Указом Президиума Верховного Совета СССР П. Ф. Зайцева дважды в том числе и 27 июля 1948 года «за отличие в труде» была награждена Медалью «За трудовую доблесть».
В 1956 года надоила от каждой коровы по 7078 килограммов молока.
30 января 1957 года Указом Президиума Верховного Совета СССР «за выдающиеся успехи, достигнутые в деле производства продуктов животноводства, увеличение сдачи государству сельскохозяйственной продукции в 1956 году и широкое применение в практике своей работы достижений науки и передового опыта» Пелагея Фоминична Зайцева была удостоена звания Героя Социалистического Труда с вручением Ордена Ленина и золотой медали «Серп и Молот».
Работала в совхозе до выхода на пенсию.
Жила в селе Константиново Домодедовского района Московской области. Умерла 2 мая 1980 года, похоронена на Заболотьевском кладбище близ села Константиново.

## Награды
- Медаль «Серп и Молот» (30.01.1957)
- Орден Ленина (30.01.1957)
- Две Медали «За трудовую доблесть»